# Joe Slovo
Joe Slovo (nascido Yossel Mashel Slovo ; 23 de maio de 1926 – 6 de janeiro de 1995) foi um político sul-africano e um dos principais oponentes do apartheid. Marxista-Leninista, foi líder e teórico do Partido Comunista Sul-Africano (SACP), sendo um dos principais membros do Congresso Nacional Africano (ANC).
Cidadão sul-africano de família judaico-lituana, Slovo foi delegado ao Congresso multirracial do Povo de junho de 1955, que elaborou a Carta da Liberdade. Ele foi preso por seis meses em 1960 e emergiu como líder da Lança da Nação no ano seguinte. Viveu no exílio de 1963 a 1990, conduzindo operações contra o regime do apartheid em outros países, como no Reino Unido, Angola, Moçambique e Zâmbia . Em 1990, regressou à África do Sul e participou nas negociações que iriam por o fim ao apartheid. Depois do fim do apartheid e das eleições de 1994, tornou-se Ministro da Habitação no governo de Nelson Mandela.Ele morreu de câncer em 1995.